# Carlton Lassiter
Carlton Jebediah Lassiter est un personnage de fiction de la série télévisée américaine, Psych : Enquêteur malgré lui. Il est interprété par l'acteur Timothy Omundson et doublé en version française par Gabriel Le Doze.

## Biographie
Carlton Lassiter a une sœur, un frère disparu qui pourrait être en Amérique du Sud, un beau-frère nommé Raul, un neveu nommé Peter, une mère autoritaire et une grand-mère. Quant à son père, peu d'éléments ont été révélés. Dans l'épisode 3 de la quatrième saison, il est dit que sa mère n'avait jamais le temps pour s'occuper de lui et le laissait souvent dans une ville occidentale touristique, chaque week-end.

Carlton est inspecteur et fait partie depuis 10 ans du Département de police de Santa Barbara. Lors de son admission, il a été nommé Inspecteur le plus jeune des forces de police.

Il a pour coéquipière Juliet O'Hara (Maggie Lawson).
L'inspecteur Carl Lassiter est intègre, juste, droit et souhaite par-dessus tout être le meilleur. Lors de sa rencontre avec Shawn Spencer (James Roday), aussitôt il lui fera mauvaise impression et le catégorisera comme charlatan. En effet, c'est quelqu'un qui ne souhaite pas avoir Shawn et Gus (Dulé Hill) au travers de sa route. Il sera souvent contre et en compétition avec eux afin de leur démontrer qu'il est le meilleur. Mais à chaque fois qu'il pense avoir eu le dernier mot de l'affaire, Shawn arrive toujours à se débrouiller pour le devancer et lui prouver l'inverse que ce soit intentionnel ou non. Malgré cela, lorsqu'il a eu quelques coups durs, Shawn et Gus ont été et sont là pour l'aider.
Lassiter ne fête jamais son anniversaire, alors lorsque Juliet décide de lui organiser tout de même une fête d'anniversaire surprise, elle fouille dans son bureau afin de trouver quelques détails sur sa vie privée et trouve un carnet d'adresses. Juliet forte de sa trouvaille décide d'appeler toutes les personnes se trouvant dans le carnet. Cependant, ce qu'elle ne sait pas et que Lassiter révélera ensuite, c'est qu'il garde uniquement les numéros et adresses de chaque personne qu'il a arrêté pour se protéger d'eux. À la suite de cela, il est forcé de se déménager maintenant que tous les criminels savent où il vit.

## Relation
Lors de sa première apparition dans le pilote de la série, Lassiter est depuis cinq mois en plein divorce avec sa femme, Victoria, bien que plus tard, après avoir bu, il avoue qu'ils sont en fait séparés depuis deux ans. Leur séparation est due à leur désaccord sur la question des enfants. Lassiter dit que sa femme croit qu'il ne veut pas d'enfants, alors que ce n'est pas le cas.
Lassiter vit très mal cette séparation et ne souhaite pas le montrer. En effet, admettre que son mariage est terminé signifie admettre un échec et Lassiter ne connaît ni ne reconnaît jamais d'échec. Au début de la série, Lassiter est impliqué dans une relation secrète avec sa coéquipière, l'inspecteur Lucinda Barry. Cependant, après la révélation de la nature de leur relation, Lucinda Barry est malheureusement transférée dans un autre service. Elle est alors remplacée par Juliet O'Hara, dit "Juju".
Il se méfie très souvent de Shawn et ne croit pas qu'il possède des pouvoirs psychiques mais il a un respect évolutif pour son habileté et ses compétences. Ceci est précisé dans un épisode où il le révèle après avoir bu. Lassiter éprouve une certaine rivalité, animosité et concurrence envers Shawn, du fait qu'il a travaillé dur pour monter les échelons hiérarchique pour devenir un bon flic, tandis que Shawn semble capable d'obtenir succès et réussite dans toutes les enquêtes qu'il mène.
De plus, la présence constante de Shawn et Gus dans ses enquêtes le rend irritable mais secrètement d'un autre côté, il apprécie ce qu'ils lui apportent car ces succès révèlent le meilleur de lui-même.

### Marlowe Viccelio
Il rencontre Marlowe dans un bar et le courant passe vraiment bien entre eux. Puis elle disparaît mystérieusement et on apprend par la suite qu'elle est soupçonnée de meurtre. Carlton est persuadé qu'elle est innocente et lui sert d'alibi, preuve qu'il est amoureux d'elle. Elle avoue par la suite qu'elle a volé du sang humain mais qu'elle n'a jamais tué personne. Shawn arrête le véritable tueur et Carlton est obligé de mettre Marlowe en prison pour vol. Tout au long de son incarcération il lui rend visite régulièrement. Et l'attend à sa sortie de prison. Malheureusement pour eux plusieurs problèmes s'enchaînent et ils sont obligés d'habiter provisoirement chez Shawn et Juliet. Carlton demande ensuite à Marlowe de l'épouser.
Plusieurs autres problèmes s'enchaînent car pendant son enterrement de vie de garçon il est en même temps sur une affaire.
Tout à la fin on apprend que Marlowe est enceinte et accouche d'une jolie petite fille qui comble Carlton de joie.

## Sources
- (en) Cet article est partiellement ou en totalité issu de l’article de Wikipédia en anglais intitulé « Carlton Lassiter » (voir la liste des auteurs).